# Sieghard Winkler
Sieghard Winkler ( 1935- 1992) fue un botánico y farmacéutico alemán. Desarrolló actividades académicas en la Universidad de Ulm y en el Departamento de Botánica y Ecología Vegetal de la Universidad de Tubinga.
Posee un registro de 14 identificaciones y nombramientos de nuevas especies, fundamentalmente de la familia botánica de las melastomatáceas.

## Algunas publicaciones
- 2000. Die Bromeliaceae von Rio Grande do Sul (S-Brasilien). Volumen 3 de Documenta naturae. Editor Buchh. Kanzler, 80 pp. ISBN 3-86544-003-7

- 1982. Autökologie der Pflanzen. Volumen 2 de Ökologie und ihre biologischen Grundlagen. Con Helmut Metzner. Editor Inst. für Chemische Pflanzenphysiologie der Univ. 60 pp.

- 1980. Einführung in die Pflanzenökologie. 2ª edición de Fischer, 255 pp. ISBN 3-437-20218-9

- 1962. Systematische Untersuchungen über den Formenkreis Pulsatilla grandis Wender. Editor naturwiss. Aus: Botanische Jahrbücher 81: 39 pp.

- La abreviatura «S.Winkl.» se emplea para indicar a Sieghard Winkler como autoridad en la descripción y clasificación científica de los vegetales.[3]